# 森晴樹
森 晴樹（もり はるき、1949年 - ）は、大阪府生まれの日本の編集者、フリーライター。

## 経歴
桃山学院大学在学中の1972年に、創刊されたばかりの情報誌「プレイガイドジャーナル」の編集に参加。映画部門を担当し、上映される映画と無関係なエロ・キャプションをつけるなどして、名物編集者として知られた。1980年から1981年には、四代目編集長も務めた。
「プレイガイドジャーナル」退社後は、フリーライター＆フリー編集者に。スポーツ新聞に「ホモ小説」やクロスワードパズルを連載したり、雑誌「マンスリーよしもと」の編集協力などを行っている。

## 著書
- 『「プガジャ」の時代』森晴樹,村上知彦,春岡勇二,ガンジー石原,山口由美子,小堀純著、大阪府立文化情報センター(編) ブレーンセンター 2008.6